# 小行星5461
小行星5461（5461 Autumn）是一颗绕太阳运转的小行星，为主小行星带小行星。该小行星于1983年4月18日发现。

## 轨道参数
小行星5461的轨道半长轴为3.1470071 UA，离心率为0.149。